# Belize (mesto)
Belize je največje mesto v Belizeju. Nekoč je bilo glavno mesto nekdanjega Britanskega Hondurasa. Po popisu iz leta 2010 ima mesto Belize 61.461 prebivalcev. Stoji ob ustju potoka Haulover Creek, ki je pritok reke Belize. Reka Belize se izliva v Karibsko morje osem kilometrov od mesta Belize na cesti Philip Goldson na obali Karibov. Mesto je glavno pristanišče države ter njeno finančno in industrijsko središče. Ladje za križarjenje spustijo sidra izven pristanišča in jih prevažajo lokalni državljani. Mesto je bilo skoraj v celoti uničeno oktobra 1961, ko je orkan Hattie pridrvel na obalo. Bilo je glavno mesto dokler se leta 1970 vlada ni preselila v novo glavno mesto Belmopan.

## Zgodovina
Mesto Belize so kot 'mesto Belize' leta 1638 ustanovili angleški spravljalci lesa. To je bila majhna majevska naselbina, imenovana Holzuz. Mesto Belize je bilo idealno za Angleže kot osrednja postaja, ker je bilo na morju in naravni izliv lokalnih rek in potokov, po katerih so Britanci tovorili les in mahagoni. Mesto Belize je postalo tudi dom na tisoče afriških sužnjev, ki so jih pripeljali Angleži (pozneje Britanci, od leta 1707), da bi delali v gozdarski industriji. To je bilo koordinacijsko mesto za bitko pri St. George's Caye leta 1798, v kateri so Britanci zmagali proti morebitnim zavojevalcem, in dom lokalnih sodišč in vladnih uradnikov do 1970-ih. Zato zgodovinarji pogosto pravijo, da je bila »prestolnica kolonija«, ker je bilo središče britanskega nadzora tukaj.
Ta občutek ostaja resničen še danes. Čeprav so ljudje, kot so Antonio Soberanis Gómez, George Price in Evan X Hyde, vsi lobirali, da bi svoja gibanja prenesli ven, in so se druge etnične skupine, kot so Garifuna in Mestizi, pojavile drugod po državi, so ljudje iskali smernice v mestu Belize.

### Naravne nesreče
Mesto Belize sta od leta 1900 neposredno prizadela dva orkana, orkan iz leta 1931 in orkan Hattie iz leta 1961, in v različnih obdobjih so mesta pogorela, zadnja sta bila požara v letih 1999 in 2004. Mesto je bilo močno prizadeto tudi zaradi orkana Richard leta 2010 in leta 2016 zaradi orkana Earl. Požari na severni in južni strani so požgali velike dele stanovanj, vendar so gasilci večino teh lahko pogasili. Mesto je tudi v deževnem obdobju dovzetno za poplave.

## Geografija
Mesto Belize se razprostira ob Mile 6 na zahodni cesti in Mile 5 na severni cesti, pri mostu Haulover. Osrednji del mesta je običajno razdeljen na dve območji: severno stran, ki jo omejuje Haulover Creek in se na vzhodu konča na območju Fort George, in južno stran, ki sega do obrobja mesta in pristaniškega območja, vključno s središčem mesta. Politično je razdeljena na deset volilnih enot.

### Mestna pokrajina
Freetown, najbolj zahodno volilno okrožje na Northsideu, je dom Belama, Coral Grove, Buttonwood Bay in predmestja Vista Del Mar. Znotraj ožjega mesta se razteza do območja nekdanje Belize Technical College.
Caribbean Shores vključuje Kings' Park, majhno predmestje severno in zahodno od Freetown Road, West Landivar, kjer sta dva od treh mestnih kampusov Univerze v Belizeju, in stanovanjski University Heights.
Pickstock naseljuje bregove potoka Haulover, ki sega do ceste Barrack. Stolnica sv. Janeza stoji na južnem koncu Albertove ulice. Je najstarejša anglikanska cerkev v Srednji Ameriki in ena najstarejših stavb v Belizeju. Oranžne opeke so prišle v Belize na britanskih ladjah kot balast. Gradnja se je začela leta 1812, cerkev pa je bila dokončana leta 1820. Je edina anglikanska stolnica na svetu zunaj Anglije, kjer so kronali kralje.
Fort George je morda najbolj kolonialno območje v mestu in vsebuje spominski park, grob Baron Bliss in svetilnik Baron Bliss ter muzej Belizeja.
Na južni strani so jezero Independence, Collet in Port Loyola dom nekaterim najrevnejšim prebivalcem mesta. »Londonski mostovi«, razmajane lesene palete, ki povezujejo bivališča, in nizko napeti drogovi niso nič nenavadnega. Na vzhodni strani Central American Boulevard so Mesopotamia, Queen's Square in Albert, ki so nekoliko boljši. Albert vsebuje ulice v središču mesta Albert in Regent Street.

### Mostovi in druga infrastruktura
Delitve mesta povezujejo štirje mostovi: Nihajni most, na Market Square in North Front Street; most Belchina Bascule na križišču Douglas Jones Street in Youth for the Future Drive; most Belcan, ki povezuje Central American Boulevard in krožišče, ki vodi do severne ceste in karibskih obal, ter nedavno zgrajeni četrti most, ki povezuje Fabers' Road in južno območje Lake Independence/Port Loyola z Belamo in severozahodnimi predmestji mesta. Posamezne ulice povezujejo številni manjši mostovi.
Trije glavni kanali, ki tečejo v mestu so Haulover Creek, Burdon Canal in Collet Canal. Vsi tečejo skozi Southside.

### Podnebje
Mesto Belize ima tropsko monsunsko podnebje z zelo toplimi do vročimi in vlažnimi razmerami skozi vse leto. Mesto ima dolgo mokro sezono, ki traja od maja do februarja, in kratko suho sezono, ki pokriva preostala dva meseca. Vendar, kot je značilno za številna mesta s tropskim monsunskim podnebjem, mesto Belize med sušnim obdobjem dobi nekaj padavin. Marec je najbolj suh mesec, saj je padlo le 48 milimetrov  padavin, kar je nekoliko nenavadno za mesto s to vrsto podnebja. Običajno je najbolj suh mesec po zimskem solsticiju, kar bi bil v mestu Belize januar. Povprečne mesečne temperature ostanejo relativno konstantne skozi vse leto in se gibljejo od 24 do 28 °C.

## Znamenitosti
- Belizejski nihajni most v središču mesta je bil zgrajen leta 1923 in je eden redkih vrtljivih mostov na svetu, ki ga ljudje še vedno dnevno prilagajajo. Povezuje dve polovici mesta, severno in južno stran.
- V bližini mostu je pomorski muzej v pomorskem terminalu Belize. Razstave se vrtijo okoli ribolova, čolnov in grebena Belize.
- Nedaleč od Pomorskega muzeja na ulici North Front Street je umetniški muzej Image Factory z deli lokalnih umetnikov.
- Okrožje Fort George je dom nekaterih priljubljenih znamenitosti mesta, kot so: kolonialna mestna hiša, baptistična cerkev na Queen Street, stara ameriška ambasada in svetilnik v pristanišču Fort George.
- Na vogalu Albert Street in Regent Street je stolnica sv. Janeza, zgrajena leta 1847, najstarejša anglikanska cerkev v Srednji Ameriki.
- Nasproti stolnice je vladna hiša, kolonialna stavba, zgrajena leta 1814.

## Pobratena mesta
Meso Belize je pobrateno z:
| - # McAllen, Teksas (ZDA) - # Prairie View, Teksas (ZDA) - # Moose Jaw, Saskatchewan (Kanada) - # Ann Arbor, Michigan (ZDA) - # Evanston, Illinois (ZDA) - # Riviera Beach, Florida (ZDA) | - Mehika Chetumal, Quintana Roo (Mehika) - Kuba Havana (Kuba) - Južna Koreja Yeosu (Južna Koreja) - Tajvan Kaohsiung (Tajvan) - # New Orleans, Louisiana (ZDA, Trgovinski odnosi) |